# Charles Bruck
Charles Bruck (Temesvár, 1911. május 2. – Hancock, USA, 1995. július 16.) francia–amerikai karmester, tanár.

## Élete
Charles Bruck egy temesvári zsidó családban született. 1928-ban elhagyta az ekkor már Romániához tartozó szülővárosát. Tanulmányait a Bécsi Konzervatóriumban kezdte, majd Párizsba utazott, ahol az École Normale de Musique-ban tanult Alfred Cortot, Nadia Boulanger és Vlado Perlemuter irányítása alatt. 1934-től Pierre Monteux francia karmesternél képezte magát. 1936-ban kinevezést kapott az Orchestre Symphonique de Paris vezetésére, illetve a Párizsi Egyetemen jogi végzettséget szerzett. A második világháború kitörésének évében megkapta a francia állampolgárságát és csatlakozott a Francia ellenálláshoz. A háború után kitüntették szolgálataiért. 1950 és 1954 között az amszterdami Opera zenekarának karmestere volt, majd 1955 és 1965 között a Strasbourgi Filharmonikus Zenekarnál működött. 1965-ben visszatért Párizsba, hogy átvegye a Francia Rádió (ORTF) zenekarának vezetését, de öt évvel később elbocsátották állásából. Ezután átvette egykori mesterétől, Pierre Monteux-tól a karmesterképző igazgatását, amely Hancock-ban működött. Közel negyed évszázadig állt az intézmény élén. 1992-ben a Princetoni Egyetem professzora volt. Halálát 84 éves korában májrák okozta. Holttestét Jeruzsálembe szállították, s ott helyezték végső nyugalomra.
Bruck világszerte vezényelt – elsősorban kortárs zeneszerzők műveit –, s több mint hétszáz premier fűződik a nevéhez. Felvételeket is készített a Columbia, a Deutsche Grammophon, az Erato és az EMI számára. Számos lemeze közül kiemelkedik Prokofjev operája, A tüzes angyal és Gluck Orfeusz és Euridiké című műve.